# (6611) 1993 VW
A (6611) 1993 VW egy földközeli kisbolygó. Eleanor F. Helin és Jeff T. Alu fedezte fel 1993. november 9-én.